# Final del Torneo Apertura 2016 (Colombia)
La final del Torneo Apertura 2016 de Colombia fueron una serie de partidos de fútbol que disputados el 15 y 19 de junio de 2016 con el objetivo de definir al campeón de la octogésima tercera (83a.) edición de la Categoría Primera A, máxima categoría del fútbol profesional de Colombia. Esta llave representa la última fase del torneo y en ella participaron Junior de Barranquilla y Independiente Medellín, que en las semifinales eliminaron a Atlético Nacional y Cortuluá con globales de 1:1 (2:4 pen.) y 3:3 (8:7 pen.), respectivamente. En esta fase, al igual que en las semifinales y los cuartos de final, la regla del gol de visitante no fue tenida en cuenta como medida de desempate en caso de empate en goles ni habrán tiempos extras una vez finalizados los 180 minutos reglamentarios de la llave, sino que directamente se procedió a definir la llave por tiros desde el punto penal; de otro lado, en el partido de vuelta fue local el equipo con mejor puntaje acumulado del torneo (sumatoria de puntos obtenidos por cada equipo en las anteriores fases previo a la final). El ganador de esta llave y, en consecuencia, del campeonato obtuvo el derecho de disputar la Copa Libertadores 2017 y la Superliga de Colombia 2017.

## Llave
| Bandera del departamento de Antioquia | vs. | Bandera del Departamento del Atlántico |
| ------------------------------------- | --- | -------------------------------------- |
| Independiente Medellín 3 1            | vs. | Junior 1 0                             |

## Estadios
| Medellín                  | Barranquilla                           |
| ------------------------- | -------------------------------------- |
| Estadio Atanasio Girardot | Estadio Metropolitano Roberto Meléndez |
| Capacidad: 44.739         | Capacidad: 46 788                      |
|                           |                                        |

## Estadísticas

### Resultados previos

#### Independiente Medellín
| Fecha | Fase               | Estadio                        | Local                  | Resultado        | Visitante              |
| --- | ------------------ | ------------------------------ | ---------------------- | ---------------- | ---------------------- |
| 31 de enero | Todos contra todos | Alfonso López, Bucaramanga     | Atlético Bucaramanga   | 2 : 2            | Independiente Medellín |
| 6 de febrero | Todos contra todos | Atanasio Girardot, Medellín    | Independiente Medellín | 0 : 1            | Junior                 |
| 14 de febrero | Todos contra todos | Polideportivo Sur, Envigado    | Envigado F.C.          | 0 : 1            | Independiente Medellín |
| 17 de febrero | Todos contra todos | Atanasio Girardot, Medellín    | Independiente Medellín | 2 : 0            | Cortuluá               |
| 20 de febrero | Todos contra todos | Metropolitano de Techo, Bogotá | La Equidad             | 2 : 2            | Independiente Medellín |
| 24 de febrero | Todos contra todos | Guillermo Plazas Alcid, Neiva  | Atlético Huila         | 0 : 3            | Independiente Medellín |
| 28 de febrero | Todos contra todos | Atanasio Girardot, Medellín    | Independiente Medellín | 1 : 1            | Deportivo Cali         |
| 6 de marzo | Todos contra todos | La Independencia, Tunja        | Patriotas              | 0 : 0            | Independiente Medellín |
| 12 de marzo | Todos contra todos | Atanasio Girardot, Medellín    | Independiente Medellín | 2 : 1            | Santa Fe               |
| 20 de marzo | Todos contra todos | Atanasio Girardot, Medellín    | Independiente Medellín | 1 : 1            | Atlético Nacional      |
| 2 de abril | Todos contra todos | Departamental Libertad, Pasto  | Deportivo Pasto        | 1 : 0            | Independiente Medellín |
| 9 de abril | Todos contra todos | Atanasio Girardot, Medellín    | Independiente Medellín | 4 : 2            | Alianza Petrolera      |
| 16 de abril | Todos contra todos | Jaraguay, Montería             | Jaguares               | 2 : 2            | Independiente Medellín |
| 24 de abril | Todos contra todos | Atanasio Girardot, Medellín    | Independiente Medellín | 2 : 0            | Rionegro Águilas       |
| 28 de abril | Todos contra todos | Manuel Murillo Toro, Ibagué    | Deportes Tolima        | 1 : 2            | Independiente Medellín |
| 1 de mayo | Todos contra todos | Atanasio Girardot, Medellín    | Independiente Medellín | 3 : 0            | Fortaleza              |
| 7 de mayo | Todos contra todos | Atanasio Girardot, Medellín    | Atlético Nacional      | 1 : 2            | Independiente Medellín |
| 14 de mayo | Todos contra todos | Atanasio Girardot, Medellín    | Independiente Medellín | 2 : 1            | Once Caldas            |
| 22 de mayo | Todos contra todos | La Independencia, Tunja        | Boyacá Chicó           | 1 : 1            | Independiente Medellín |
| 28 de mayo | Todos contra todos | Atanasio Girardot, Medellín    | Independiente Medellín | 1 : 0            | Millonarios            |
| Independiente Medellín avanzó de fase como primero (1°) en el todos contra todos con 40 puntos.                       |                    |                                |                        |                  |                        |
| 2 de junio | Cuartos de final   | Deportivo Cali, Palmira        | Deportivo Cali         | 2 : 1            | Independiente Medellín |
| 5 de junio | Cuartos de final   | Atanasio Girardot, Medellín    | Independiente Medellín | 2 : 0            | Deportivo Cali         |
| Independiente Medellín avanzó a semifinales con un resultado global de 3:2                                            |                    |                                |                        |                  |                        |
| 9 de junio | Semifinales        | Doce de Octubre, Tuluá         | Cortuluá               | 1 : 2            | Independiente Medellín |
| 12 de junio | Semifinales        | Atanasio Girardot, Medellín    | Independiente Medellín | 1 : 2 (8:7 pen.) | Cortuluá               |
| Independiente Medellín avanzó a la final con un resultado global de 3:3 y ganando 8:7 por tiros desde el punto penal. |                    |                                |                        |                  |                        |

|  |                                    |
|  | Triunfo de Independiente Medellín. |
|  | Empate.                            |
|  | Derrota de Independiente Medellín. |

#### Junior
| Fecha | Fase               | Estadio                                      | Local                  | Resultado        | Visitante            |
| --- | ------------------ | -------------------------------------------- | ---------------------- | ---------------- | -------------------- |
| 30 de enero                                                                                              | Todos contra todos | Metropolitano Roberto Meléndez, Barranquilla | Junior                 | 1 : 0            | Atlético Huila       |
| 6 de febrero                                                                                             | Todos contra todos | Atanasio Girardot, Medellín                  | Independiente Medellín | 0 : 1            | Junior               |
| 14 de febrero                                                                                            | Todos contra todos | Metropolitano Roberto Meléndez, Barranquilla | Junior                 | 1 : 0            | Patriotas            |
| 20 de febrero                                                                                            | Todos contra todos | Metropolitano Roberto Meléndez, Barranquilla | Junior                 | 2 : 2            | Deportivo Pasto      |
| 25 de febrero                                                                                            | Todos contra todos | Daniel Villa Zapata, Barrancabermeja         | Alianza Petrolera      | 1 : 2            | Junior               |
| 28 de febrero                                                                                            | Todos contra todos | Metropolitano Roberto Meléndez, Barranquilla | Junior                 | 1 : 0            | Jaguares             |
| 6 de marzo                                                                                               | Todos contra todos | Alberto Grisales, Rionegro                   | Rionegro Águilas       | 2 : 1            | Junior               |
| 13 de marzo                                                                                              | Todos contra todos | Metropolitano Roberto Meléndez, Barranquilla | Junior                 | 2 : 1            | Deportes Tolima      |
| 19 de marzo                                                                                              | Todos contra todos | Jaraguay, Montería                           | Jaguares               | 0 : 2            | Junior               |
| 23 de marzo                                                                                              | Todos contra todos | Nemesio Camacho El Campín, Bogotá            | Santa Fe               | 3 : 2            | Junior               |
| 3 de abril                                                                                               | Todos contra todos | Metropolitano de Techo, Bogotá               | Fortaleza              | 1 : 2            | Junior               |
| 9 de abril                                                                                               | Todos contra todos | Metropolitano Roberto Meléndez, Barranquilla | Junior                 | 3 : 3            | Atlético Nacional    |
| 17 de abril                                                                                              | Todos contra todos | Palogrande, Manizales                        | Once Caldas            | 0 : 0            | Junior               |
| 23 de abril                                                                                              | Todos contra todos | Metropolitano Roberto Meléndez, Barranquilla | Junior                 | 1 : 1            | Boyacá Chicó         |
| 27 de abril                                                                                              | Todos contra todos | Nemesio Camacho El Campín, Bogotá            | Millonarios            | 3 : 1            | Junior               |
| 1 de mayo                                                                                                | Todos contra todos | Metropolitano Roberto Meléndez, Barranquilla | Junior                 | 1 : 1            | Atlético Bucaramanga |
| 7 de mayo                                                                                                | Todos contra todos | Metropolitano Roberto Meléndez, Barranquilla | Junior                 | 2 : 0            | Deportivo Cali       |
| 14 de mayo                                                                                               | Todos contra todos | Polideportivo Sur, Envigado                  | Envigado F.C.          | 1 : 1            | Junior               |
| 21 de mayo                                                                                               | Todos contra todos | Metropolitano Roberto Meléndez, Barranquilla | Junior                 | 2 : 1            | Cortuluá             |
| 28 de mayo                                                                                               | Todos contra todos | Metropolitano de Techo, Bogotá               | La Equidad             | 0 : 0            | Junior               |
| Junior avanzó de fase como quinto (5°) en el todos contra todos con 37 puntos.                           |                    |                                              |                        |                  |                      |
| 2 de junio                                                                                               | Cuartos de final   | Metropolitano Roberto Meléndez, Barranquilla | Junior                 | 2 : 0            | Millonarios          |
| 5 de junio                                                                                               | Cuartos de final   | Nemesio Camacho El Campín, Bogotá            | Millonarios            | 4 : 2 (2:4 pen.) | Junior               |
| Junior avanzó a semifinales con un resultado global de 4:4 y ganando 4:2 por tiros desde el punto penal. |                    |                                              |                        |                  |                      |
| 8 de junio                                                                                               | Semifinales        | Metropolitano Roberto Meléndez, Barranquilla | Junior                 | 1 : 1            | Atlético Nacional    |
| 11 de junio                                                                                              | Semifinales        | Atanasio Girardot, Medellín                  | Atlético Nacional      | 0 : 0 (2:4 pen.) | Junior               |
| Junior avanzó a la final con un resultado global de 1:1 y ganando 4:2 por tiros desde el punto penal.    |                    |                                              |                        |                  |                      |

|  |                    |
|  | Triunfo de Junior. |
|  | Empate.            |
|  | Derrota de Junior. |

### Estadísticas previas
A continuación se encuentran tabuladas las estadísticas de Independiente Medellín y Junior en las fases previas a la final: todos contra todos, cuartos de final y semifinales. De la siguiente forma:
| Equipos                | PJ | PG | PE | PP | GF | GC | Dif. | Pts. | Rend.  |
| ---------------------- | -- | -- | -- | -- | -- | -- | ---- | ---- | ------ |
| Independiente Medellín | 24 | 13 | 7  | 4  | 39 | 22 | 17   | 46   | 63,9 % |
| Junior                 | 24 | 11 | 9  | 4  | 33 | 25 | 8    | 42   | 58,3 % |

## Desarrollo

### Partido de ida
| 1          | POR        | Sebastián Viera          |     |
| 17         | DEF        | Jorge Arias              | 46' |
| 19         | DEF        | Alexis Pérez             |     |
| 13         | DEF        | Iván Vélez               |     |
| 20         | DEF        | Juan Guillermo Domínguez |     |
| 6          | MED        | James Sánchez            |     |
| 15         | MED        | Luis Narváez             |     |
| 29         | MED        | Jorge Aguirre            | 75' |
| 10         | MED        | Jarlan Barrera           |     |
| 16         | MED        | Vladimir Hernández       |     |
| 9          | DEL        | Roberto Ovelar           | 69' |
| Entrenador | Entrenador | Alexis Mendoza           |     |

| 22         | POR        | David González        |     |
| 15         | DEF        | Juan Camilo Saíz      |     |
| 4          | DEF        | Andrés Mosquera       |     |
| 2          | DEF        | Hernán Pertúz         |     |
| 13         | MED        | Juan David Cabezas    |     |
| 8          | MED        | John Édison Hernández |     |
| 7          | MED        | Luis Carlos Arias     | 58' |
| 18         | MED        | Marlon Piedrahíta     | 83' |
| 3          | MED        | Luis Tipton           |     |
| 17         | MED        | Christian Marrugo     |     |
| 23         | DEL        | Leonardo Castro       | 79' |
| Entrenador | Entrenador | Leonel Álvarez        |     |

| 3  | DEF | Deivy Balanta    | 46' |
| 14 | DEL | Édison Toloza    | 69' |
| 26 | DEL | Léiner Escalante | 75' |

| 21 | MED | Hernán Hechalar | 58' |
| 20 | MED | Mauricio Molina | 79' |
| 28 | MED | William Parra   | 83' |

| Anotado | 19' | Jorge Aguirre |

| Anotado | 26' | Juan David Cabezas |

| Amonestado | 54' | James Sánchez |
| Amonestado | 84' | Alexis Pérez  |

| Amonestado | 5'  | Luis Tipton           |
| Amonestado | 52' | John Édison Hernández |

| Árbitro             | Nicolás Gallo       |
| Árbitros asistentes | Humberto Clavijo    |
| Árbitros asistentes | Dionisio Ruiz       |
| Cuarto árbitro      | Juan Carlos Gamarra |

| 1          | POR        | Sebastián Viera          |     |
| 17         | DEF        | Jorge Arias              | 46' |
| 19         | DEF        | Alexis Pérez             |     |
| 13         | DEF        | Iván Vélez               |     |
| 20         | DEF        | Juan Guillermo Domínguez |     |
| 6          | MED        | James Sánchez            |     |
| 15         | MED        | Luis Narváez             |     |
| 29         | MED        | Jorge Aguirre            | 75' |
| 10         | MED        | Jarlan Barrera           |     |
| 16         | MED        | Vladimir Hernández       |     |
| 9          | DEL        | Roberto Ovelar           | 69' |
| Entrenador | Entrenador | Alexis Mendoza           |     |

| 22         | POR        | David González        |     |
| 15         | DEF        | Juan Camilo Saíz      |     |
| 4          | DEF        | Andrés Mosquera       |     |
| 2          | DEF        | Hernán Pertúz         |     |
| 13         | MED        | Juan David Cabezas    |     |
| 8          | MED        | John Édison Hernández |     |
| 7          | MED        | Luis Carlos Arias     | 58' |
| 18         | MED        | Marlon Piedrahíta     | 83' |
| 3          | MED        | Luis Tipton           |     |
| 17         | MED        | Christian Marrugo     |     |
| 23         | DEL        | Leonardo Castro       | 79' |
| Entrenador | Entrenador | Leonel Álvarez        |     |

| 3  | DEF | Deivy Balanta    | 46' |
| 14 | DEL | Édison Toloza    | 69' |
| 26 | DEL | Léiner Escalante | 75' |

| 21 | MED | Hernán Hechalar | 58' |
| 20 | MED | Mauricio Molina | 79' |
| 28 | MED | William Parra   | 83' |

| Anotado | 19' | Jorge Aguirre |

| Anotado | 26' | Juan David Cabezas |

| Amonestado | 54' | James Sánchez |
| Amonestado | 84' | Alexis Pérez  |

| Amonestado | 5'  | Luis Tipton           |
| Amonestado | 52' | John Édison Hernández |

| Árbitro             | Nicolás Gallo       |
| Árbitros asistentes | Humberto Clavijo    |
| Árbitros asistentes | Dionisio Ruiz       |
| Cuarto árbitro      | Juan Carlos Gamarra |

|  |

### Partido de vuelta
| 22         | POR        | David González        |     |
| 15         | DEF        | Juan Camilo Saíz      |     |
| 2          | DEF        | Hernán Pertúz         |     |
| 18         | DEF        | Marlon Piedrahíta     |     |
| 3          | DEF        | Luis Tipton           |     |
| 13         | MED        | Juan David Cabezas    |     |
| 8          | MED        | John Édison Hernández |     |
| 7          | MED        | Luis Carlos Arias     | 76' |
| 17         | MED        | Christian Marrugo     |     |
| 23         | DEL        | Leonardo Castro       | 87' |
| 9          | DEL        | Juan Fernando Caicedo | 65' |
| Entrenador | Entrenador | Leonel Álvarez        |     |

| 1          | POR        | Sebastián Viera          |     |
| 3          | DEF        | Deivy Balanta            |     |
| 19         | DEF        | Alexis Pérez             |     |
| 13         | DEF        | Iván Vélez               |     |
| 20         | DEF        | Juan Guillermo Domínguez |     |
| 6          | MED        | James Sánchez            |     |
| 15         | MED        | Luis Narváez             |     |
| 29         | MED        | Jorge Aguirre            | 73' |
| 10         | MED        | Jarlan Barrera           | 87' |
| 16         | MED        | Vladimir Hernández       |     |
| 14         | DEL        | Édison Toloza            |     |
| Entrenador | Entrenador | Alexis Mendoza           |     |

| 28 | MED | William Parra   | 65' |
| 20 | MED | Mauricio Molina | 76' |
| 4  | DEF | Andrés Mosquera | 87' |

| 26 | DEL | Léiner Escalante | 73' |
| 7  | DEL | Jhon Vásquez     | 87' |

| Anotado | 35'    | Christian Marrugo |
| Anotado | 90'+3' | Christian Marrugo |

| Amonestado | 38' | John Édison Hernández |
| Amonestado | 79' | Leonardo Castro       |
| Amonestado | 82' | Mauricio Molina       |

| Amonestado | 38' | Jarlan Barrera     |
| Amonestado | 38' | Vladimir Hernández |
| Amonestado | 44' | Édison Toloza      |
| Amonestado | 79' | Léiner Escalante   |
| Amonestado | 79' | Luis Narváez       |

| Árbitro             | Harold Perilla      |
| Árbitros asistentes | Eduardo Díaz        |
| Árbitros asistentes | Cristian De la Cruz |
| Cuarto árbitro      | Hervin Otero        |

| 22         | POR        | David González        |     |
| 15         | DEF        | Juan Camilo Saíz      |     |
| 2          | DEF        | Hernán Pertúz         |     |
| 18         | DEF        | Marlon Piedrahíta     |     |
| 3          | DEF        | Luis Tipton           |     |
| 13         | MED        | Juan David Cabezas    |     |
| 8          | MED        | John Édison Hernández |     |
| 7          | MED        | Luis Carlos Arias     | 76' |
| 17         | MED        | Christian Marrugo     |     |
| 23         | DEL        | Leonardo Castro       | 87' |
| 9          | DEL        | Juan Fernando Caicedo | 65' |
| Entrenador | Entrenador | Leonel Álvarez        |     |

| 1          | POR        | Sebastián Viera          |     |
| 3          | DEF        | Deivy Balanta            |     |
| 19         | DEF        | Alexis Pérez             |     |
| 13         | DEF        | Iván Vélez               |     |
| 20         | DEF        | Juan Guillermo Domínguez |     |
| 6          | MED        | James Sánchez            |     |
| 15         | MED        | Luis Narváez             |     |
| 29         | MED        | Jorge Aguirre            | 73' |
| 10         | MED        | Jarlan Barrera           | 87' |
| 16         | MED        | Vladimir Hernández       |     |
| 14         | DEL        | Édison Toloza            |     |
| Entrenador | Entrenador | Alexis Mendoza           |     |

| 28 | MED | William Parra   | 65' |
| 20 | MED | Mauricio Molina | 76' |
| 4  | DEF | Andrés Mosquera | 87' |

| 26 | DEL | Léiner Escalante | 73' |
| 7  | DEL | Jhon Vásquez     | 87' |

| Anotado | 35'    | Christian Marrugo |
| Anotado | 90'+3' | Christian Marrugo |

| Amonestado | 38' | John Édison Hernández |
| Amonestado | 79' | Leonardo Castro       |
| Amonestado | 82' | Mauricio Molina       |

| Amonestado | 38' | Jarlan Barrera     |
| Amonestado | 38' | Vladimir Hernández |
| Amonestado | 44' | Édison Toloza      |
| Amonestado | 79' | Léiner Escalante   |
| Amonestado | 79' | Luis Narváez       |

| Árbitro             | Harold Perilla      |
| Árbitros asistentes | Eduardo Díaz        |
| Árbitros asistentes | Cristian De la Cruz |
| Cuarto árbitro      | Hervin Otero        |

|  |

## Campeón
| Bandera de Colombia                         |
| Campeón Independiente Medellín Sexto título |